# Ghatixalus asterops
Ghatixalus asterops är en groddjursart som beskrevs av Biju, Roelants och Franky Bossuyt 2008. Ghatixalus asterops ingår i släktet Ghatixalus och familjen trädgrodor. IUCN kategoriserar arten globalt som otillräckligt studerad. Inga underarter finns listade i Catalogue of Life.